# متلازمة فقد الملح المخي
متلازمة فقد الملح الدماغي هي حالة نادرة بسبب خلل في الغدد الصماء تحتوي على تركيز منخفض من الصوديوم في الدم والجفاف رداً على الإصابة (الصدمة) أو وجود أورام في الدماغ أو حوله. في هذه الحالة، تعمل الكلية بشكل طبيعي وتفرز الصوديوم بشكل مفرط.  تم وصف الحالة في البداية في عام 1950.  لا تزال أسباب الحالة وعلاجها موضع جدل. 

## العلامات والأعراض
تشمل علامات وأعراض الحالة كميات كبيرة من التبول، التي تم تعريفها على أنها أكثر من ثلاثة لترات من إنتاج البول على مدار 24 ساعة لدى الكبار) ، وكميات كبيرة من الصوديوم في البول، وانخفاض تركيز الصوديوم في الدم، العطش الشديد (عطاش) ، والشهية الشديدة للملح، خلل في الجهاز العصبي اللاإرادي (خلل النطق) ، والجفاف. في كثير من الأحيان يقوم المرضى بالعلاج الذاتي من خلال استهلاك كميات كبيرة من الصوديوم وزيادة كمية الماء التي يتناولونها بشكل كبير. تشمل الأعراض المتقدمة تشنجات العضلات والدوار والدوخة أو الدوار أو الشعور بالقلق أو الذعر أو زيادة معدل ضربات القلب أو تباطؤ معدل ضربات القلب وانخفاض ضغط الدم وانخفاض ضغط الدم الانتصابي مما قد يؤدي إلى الإغماء. تتضمن الأعراض الأخرى التي ترتبط في كثير من الأحيان باضطراب النظم الصداع، والشحوب، والشعور بالضيق، وإحمرار الوجه، والإمساك أو الإسهال، والغثيان، والحموضة، واضطرابات بصرية، وخدر، وآلام الأعصاب، وصعوبة في التنفس، وألم في الصدر، وفقدان الوعي، والنوبات المرضية. 

## الأسباب والتشخيص
عادة ما يكون سبب هذه الحالة إصابة في الدماغ / صدمة أو آفة دماغية، ورم ، أو تجمع دموي. يتم تشخيص الحالة بالإقصاء وقد يكون من الصعب تمييزه عن متلازمة الهرمون المضاد لإدرار البول غير المناسب (SIADH) ، الذي يتطور في ظروف مشابهة ويظهر أيضًا مع نقص صوديوم الدم.  الفرق الإكلينيكي الرئيسي هو حالة السائل الكلي للمريض: متلازمة فقد الملح الدماغي يؤدي إلى حجم دم منخفض أو منخفض نسبياً  بينما SIADH متناسقة مع حجم الدم الطبيعي أو المرتفع بسبب إعادة امتصاص الماء . في حالة زيادة مستويات الصوديوم في الدم عند منع تناول السوائل، يكون احتمالية متلازمة الإفراز غير الملائم للهرمون المضاد لإدرار البول أكثر احتمالا. بالإضافة إلى ذلك يكون كمية البول منخفضة بشكل معتاد في متلازمة الهرمون المضاد لإدرار البول غير المناسب وترتفع في متلازمة فقد الملح الدماغي. 

## العلاج
في حين تظهر عادة في متلازمة فقد الملح الدماغي في غضون الأسبوع الأول بعد إصابة الدماغ ويحل تلقائيا في 2-4 أسابيع، يمكن أن تستمر في بعض الأحيان لعدة أشهر أو سنوات. على النقيض من استخدام تقييد كمية السوائل لعلاج متلازمة الهرمون المضاد لإدرار البول غير المناسب، يتم التعامل مع متلازمة فقد الملح الدماغي عن طريق استبدال كميات البول للمياه والصوديوم مع الترطيب واستبدال الصوديوم.  يمكن أن يحسِّن فلودروكورتيزون أيضًا مستوى الصوديوم المنخفض. 